# Koninklijke Lierse Sportkring 2011-2012
Questa voce raccoglie le informazioni riguardanti il Koninklijke Lierse Sportkring nelle competizioni ufficiali della stagione 2011-2012.

## Rosa
| N. |                               | Ruolo | Calciatore                |
| -- | ----------------------------- | ----- | ------------------------- |
| 1  | Giappone (bandiera)           | P     | Eiji Kawashima (capitano) |
| 2  | Belgio (bandiera)             | D     | Kris De Wree              |
| 4  | Belgio (bandiera)             | D     | Kenny Thompson            |
| 5  | Macedonia del Nord (bandiera) | D     | Boban Grnčarov            |
| 6  | Belgio (bandiera)             | C     | Joeri Dequevy             |
| 7  | Egitto (bandiera)             | A     | Mohamed El-Gabbas         |
| 8  | Marocco (bandiera)            | C     | Soufiane Bidaoui          |
| 9  | Belgio (bandiera)             | C     | Geoffry Hairemans         |
| 10 | Belgio (bandiera)             | A     | Wesley Sonck              |
| 11 | Belgio (bandiera)             | D     | Gonzague Vandooren        |
| 13 | Qatar (bandiera)              | A     | Hussain Yasser            |
| 14 | Sudafrica (bandiera)          | C     | Daylon Claasen            |
| 15 | Belgio (bandiera)             | D     | Fréderic Frans            |

| N. |                      | Ruolo | Calciatore         |
| -- | -------------------- | ----- | ------------------ |
| 16 | Sudafrica (bandiera) | D     | Siboniso Gaxa      |
| 17 | Ghana (bandiera)     | C     | Ibrahim Ayew       |
| 18 | Belgio (bandiera)    | C     | Thomas Wils        |
| 19 | Belgio (bandiera)    | A     | Jason Adesanya     |
| 20 | Ghana (bandiera)     | A     | Noël Nyason        |
| 21 | Norvegia (bandiera)  | C     | Alexander Mathisen |
| 22 | Belgio (bandiera)    | P     | Matz Sels          |
| 23 | Tunisia (bandiera)   | D     | Karim Saïdi        |
| 27 | Belgio (bandiera)    | C     | Glenn Claes        |
| 28 | Belgio (bandiera)    | A     | Stein Huysegems    |
| 30 | Belgio (bandiera)    | P     | Nathan Goris       |
| 31 | Angola (bandiera)    | A     | Flávio             |